# ماريان وينتيرز
ماريان وينتيرز (بالإنجليزية: Marian Winters)‏ هي ممثلة أمريكية، ولدت في 19 أبريل 1924 في نيويورك في الولايات المتحدة، وتوفي بنفس المكان في 3 نوفمبر 1978 بسبب سرطان. من الجوائز التي نالتها جائزة المسرح العالمي سنة 1952 سنة 1952.

## جوائز
- جائزة المسرح العالمي (1952)
- جائزة توني لأفضل ممثلة بارزة في مسرحية [الإنجليزية]‏ (1952)

## وصلات خارجية
- ماريان وينتيرز على موقع IMDb (الإنجليزية)
- ماريان وينتيرز على موقع قاعدة بيانات برودواي على الإنترنت (الإنجليزية)
- ماريان وينتيرز على موقع قاعدة بيانات الفيلم (الإنجليزية)